# لوي كلود كاديت دي غاسيكو
لوي كلود كاديت دي غاسيكو (بالفرنسية: Louis Claude Cadet de Gassicourt)‏ هو كيميائي فرنسي عاش في القرن الثامن عشر للميلاد، ويعد أول من حضر مركب عضوي فلزي، وذلك عن تحضيره لما يعرف باسم سائل كاديت، وهو مزيج من الكاكوديل وأكسيد الكاكوديل، وهي مركبات عضوية للزرنيخ.
ولد لوي كلود كاديت دي غاسيكو في مدينة باريس وتوفي فيها، وعاش في الفترة ما بين سنتي 1731-1799.